# Port lotniczy Trujillo-Capitan FAP Carlos Martinez de Pinillos
Port lotniczy Trujillo-Capitan FAP Carlos Martinez de Pinillos – międzynarodowy port lotniczy zlokalizowany w peruwiańskim mieście Trujillo.

## Linie lotnicze i połączenia
- LAN Airlines
  - LAN Perú (Lima, Tumbes)
- LC Busre (Tarapoto) [planowane]